# Gastronomía de Zhejiang

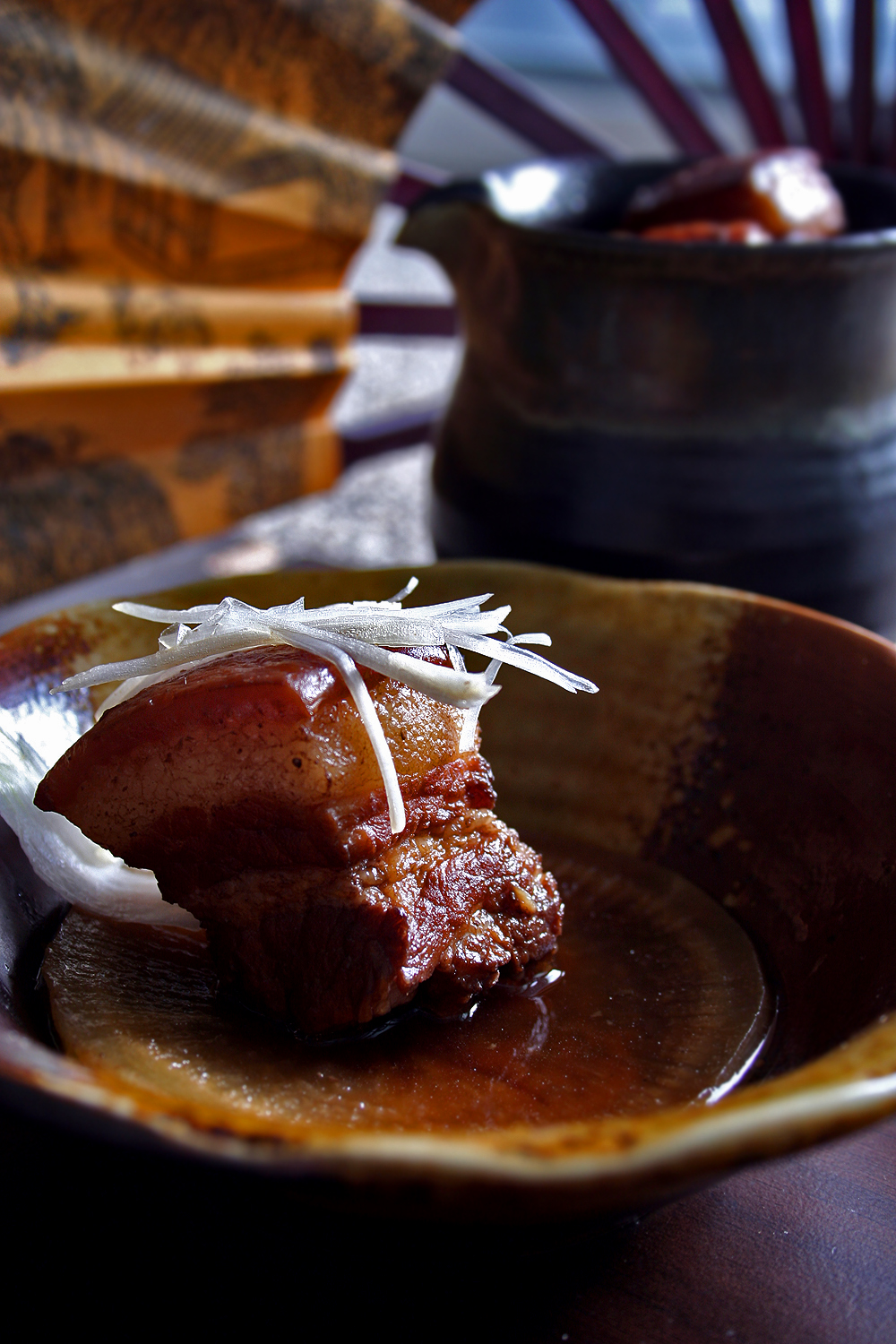
Dong po pork

La Gastronomía de Zhejiang (chino: 浙菜 o 浙江菜 - abreviado como Zhe Cai) forma parte de una de las ocho tradiciones culinarias de China y corresponde a las tradiciones y costumbres culinarias de los habitantes de la provincia china de Zhejiang. Se concentra todo el estilo en los restaurantes de la capital provincial, Hangzhou.

## Ingredientes
La cocina de Zhejiang emplea platos en los que abunda la carne de aves de corral, así como diferentes pescados (procedentes del Yangtsé) y mariscos al estilo de Ningbo (caracterizado por su empleo de productos frescos y con sabor salado). El estilo de Hangzhou se caracteriza por el empleo de brotes de bambú. La provincia de Zhejiang se denomina la tierra del "arroz y del pescado". 

## Platos
- Pollo asado al estilo de Hangzhou, conocido como pollo mendigo.
- Cerdo Dongpo